# Gustav Kroboth
Gustav Kroboth (13. dubna 1903 Šternberk – 10. února 1985 Weichs, Bavorsko) byl závodník, konstruktér a výrobce motocyklů a automobilů.

## Život
Po skončení 2. světové války byl Kroboth, stejně jako většina německých obyvatel, podle Benešových dekretů z Československa vysídlen. Odešel do Seestallu nedaleko Mnichova.
Po kariéře konstruktéra a výrobce motorových vozidel Gustav Kroboth se sta instruktorem v autoškole. Zemřel 10. února 1985 v bavorském Weichsu.

## Dílo

### Začátky
Gustav Kroboth se od mládí věnoval strojům. V roce 1924 začal vyrábět lehké motocykly ve společnosti Richter & Kroboth (R&K) s dvoutaktními motory Villiers zdvihového objemu 147 a 172 cm³ obdobné skútrům. S jedním vyhrál Ecce Homo 1924 ve třídě do 175 cm³. Dále závodil na řadě soutěží, později na výkonnějších strojích jiných značek.
Postupně začal pracovat na návrhu malého osobního vozu. V roce 1930 se s ním zúčastnil Ecce Homo. Skončil na posledním místě, prokázal ale odolnost za těžkého provozu. Na vůz pojmenovaný Kroboth Favorit mělo účinek neplacené reklamy.

### Kroboth Favorit
Sériovou výrobu mínil podpořit Dr. Kuno Grohmann z úspěšné průmyslové rodiny. Kroboth začal v dílně se stavbou zkušební série dvaceti vozů, město Šternberk věnovalo pozemek na budoucí automobilku a Dr. Grohmann objednal montovanou tovární halu. Během krátké doby se podařilo získat několik stovek objednávek, především mezi Němci v severních Čechách. V říjnu 1931 vyvolaly čtyři hotové vozy Kroboth Favorit a dva podvozky značný ohlas na pražském autosalonu – cena odpovídala motocyklům a neměla konkurenci.
Vylučování češtiny neznalých Němců pokračující do úřadů v Sudetech a s krizí rostoucí nezaměstnanost zejména mezi německým obyvatelstvem Československa závratně snížily prodejnost. Dr. Kuno Grohmann tajemně zmizel, jeho bratr jej měl nechat zbavit svéprávnosti a uklidil do ústavu v tyrolském Innsbrucku a další investor se nenašel. Plány Gustava Krobotha přišly nazmar – k sériové výrobě nedošlo. Mělo vzniknout maximálně do 150 vozů.
V roce červenci 1932 Kroboth z firmy Minicar (založené na jaře 1931) vystoupil, což vyvolalo reakci věřitelů a firma musela ukončit výrobu.
Přijetím Mnichovské dohodě byl Šternberk připojen ke Třetí říši a česká menšina musela odejít.

### Poválečná doba
Z vraků letadel a obrněné techniky sbíral v Bavorsku, kam byl vysídlen, potřebný materiál a stavěl, co bylo potřeba.
V roce 1949 založil společnost Fahrzeug- und Maschinenbau Gustav Kroboth a vyráběl dřevěné hračky nebo vybavení pro místní zemědělce. Sériová výroba mlýnků na mák mu umožnila financovat stavbu jednoduchého motocyklu podobajícího se skútru s dvoutaktním vzduchem chlazeným jednoválcovým motorem Sachs objemu 98 cm³ s 2,75 k.

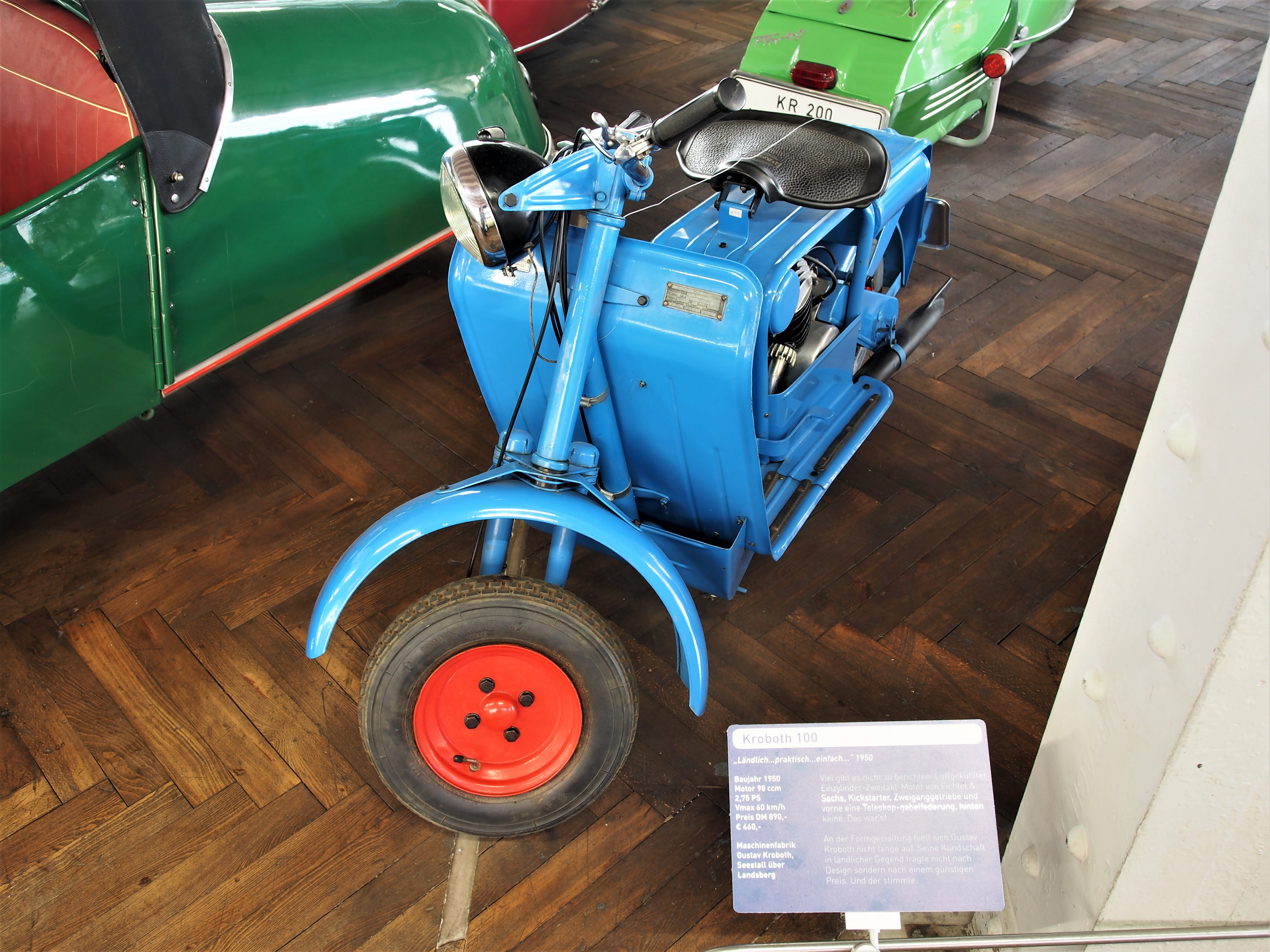
Kroboth 100 (Kroboth Teddy)
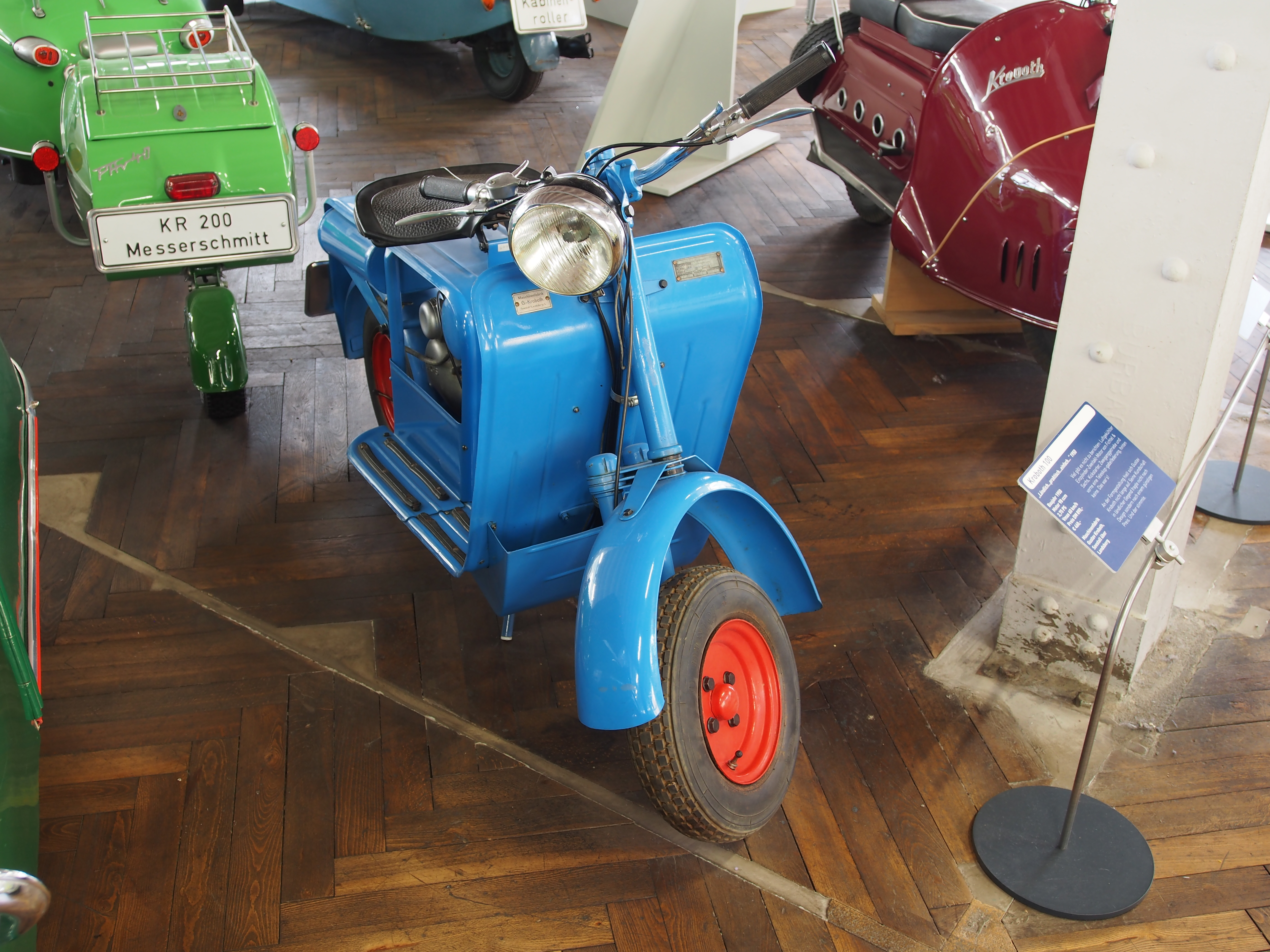
Kroboth 100 (Kroboth Teddy)

#### Skútry Kroboth
O výrazně kapotované skútry Kroboth s dvoutaktními vzduchem chlazenými jednoválcovými motory Sachs objemu 98, 147 a 173 cm³ s přídi ve tvaru zvonu byl od roku 1951 v poválečném Německu velký zájem. Skútrů mnoha značek ovšem začalo i v samotném Německu vznikat nespočet a ruční malosériová výroba Gustava Krobotha nemohla konkurovat silnějším značkám.

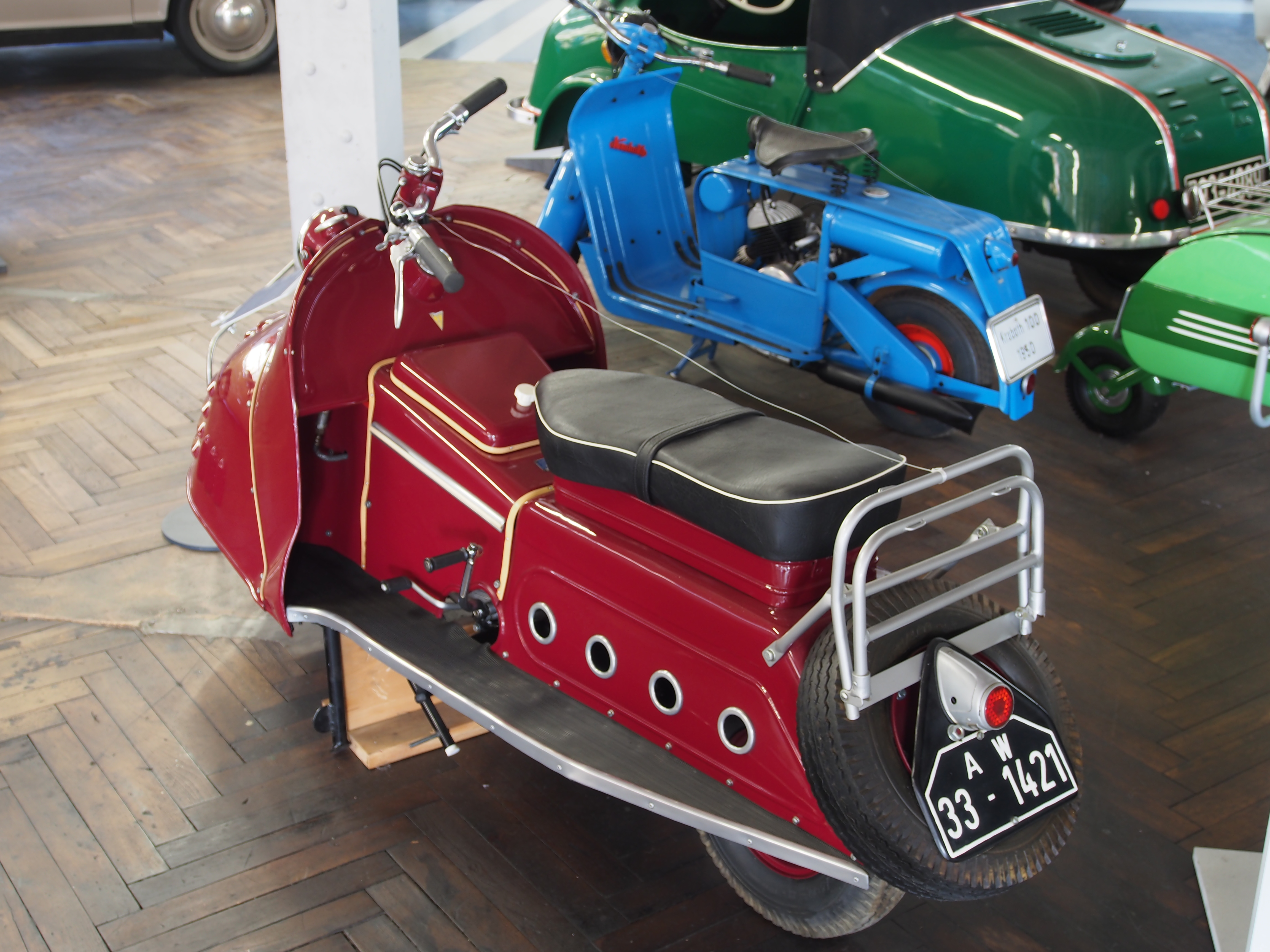
Kroboth 200
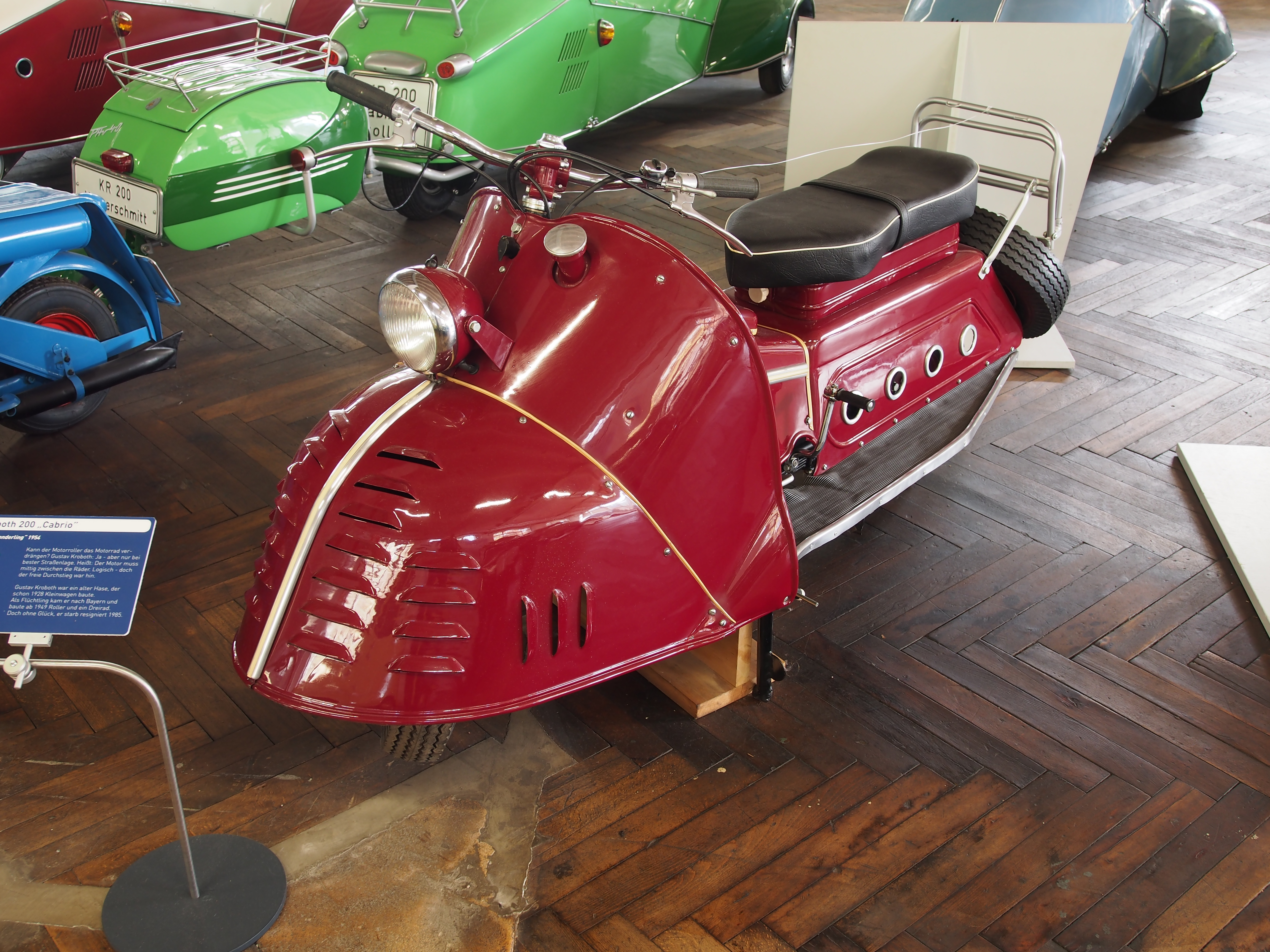
Kroboth 200

#### Skútry Kroboth „do každého počasí“
Léto 1953 bylo velmi deštivé s rekordním množstvím srážek a kupující začali dávat přednost levným minivozům s lepší ochranou před nepřízní počasí. Rostl zájem o tříkolky jako Messerschmitt KR 200 nebo Fuldamobil. Kroboth využil své předválečné zkušenosti s trubkovým páteřovým rámem a zkonstruoval jednoduchý tříkolový „Allwetter-Roller“ (skútr do každého počasí), „motocykl, který se snadno udržuje, ale je pohodlný jako osobní auto“.
Měly dvě kola vpředu a dvě místa na lavici vedle sebe, její sklopení odkrylo úložný prostor po obou stranách motoru. Buď 9 k vzduchem chlazeného dvoutaktního jednoválce Sachs objemu 175 cm³ nebo 9,5 k ILO objemu 197 cm³. Posádku zakryla v případě nepohody plátěná střecha. Kroboth jej představil už v září 1954, dříve než většina hlavních motocyklových firem své a získal úvěr na stavbu malé továrny. V srpnu 1954 zahájil první dodávky zákazníkům.
Kroboth hledal investory a nabízel výrobní licence, motocykloví výrobci je ale odmítly, veřejnost už chtěla větší minivozy. Po smontování 55 vozů byla továrna v létě 1955 prodána, aby pokryla zvyšující se dluh.

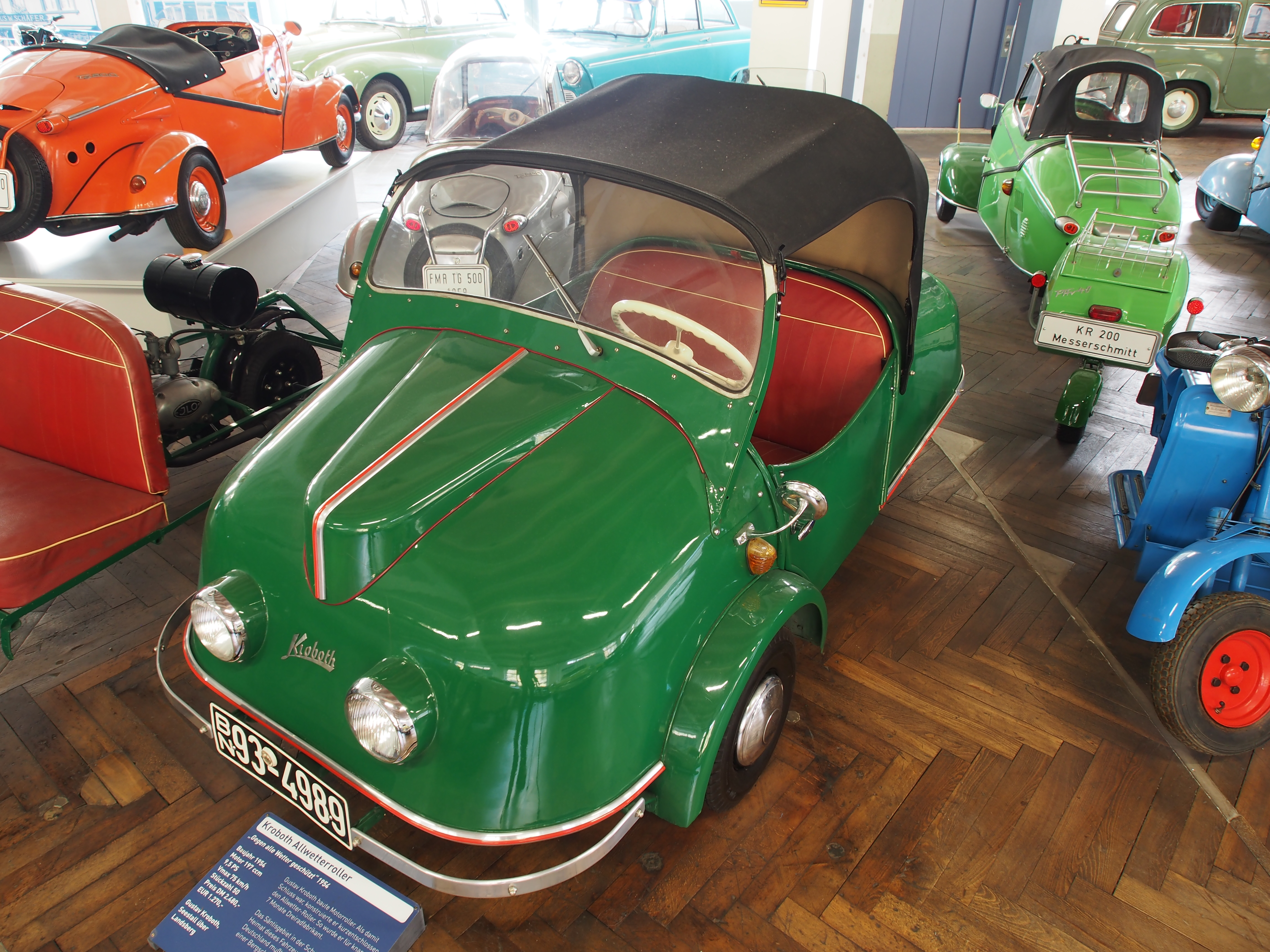
Kroboth Allwetterroller
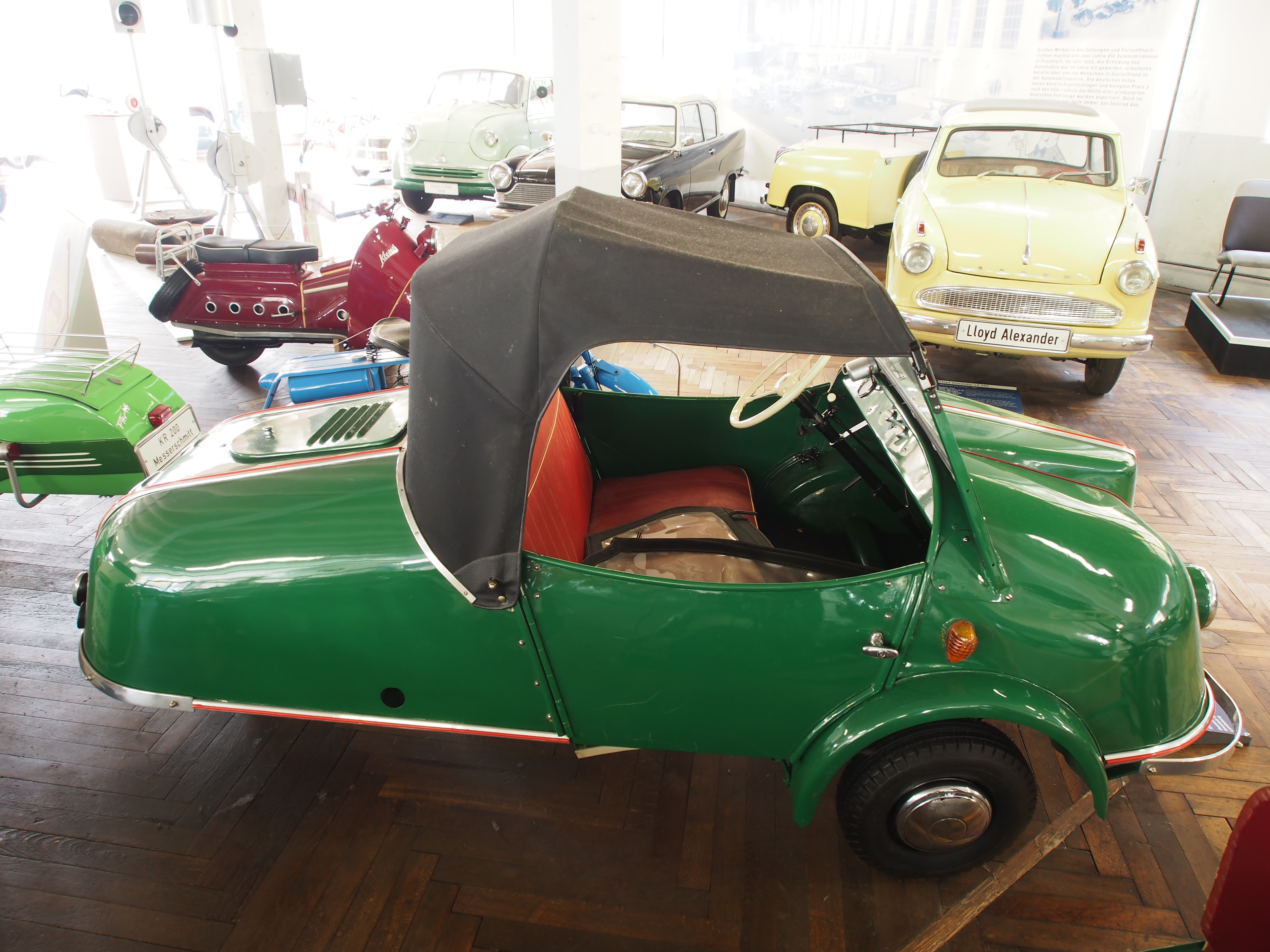
Kroboth Allwetterroller
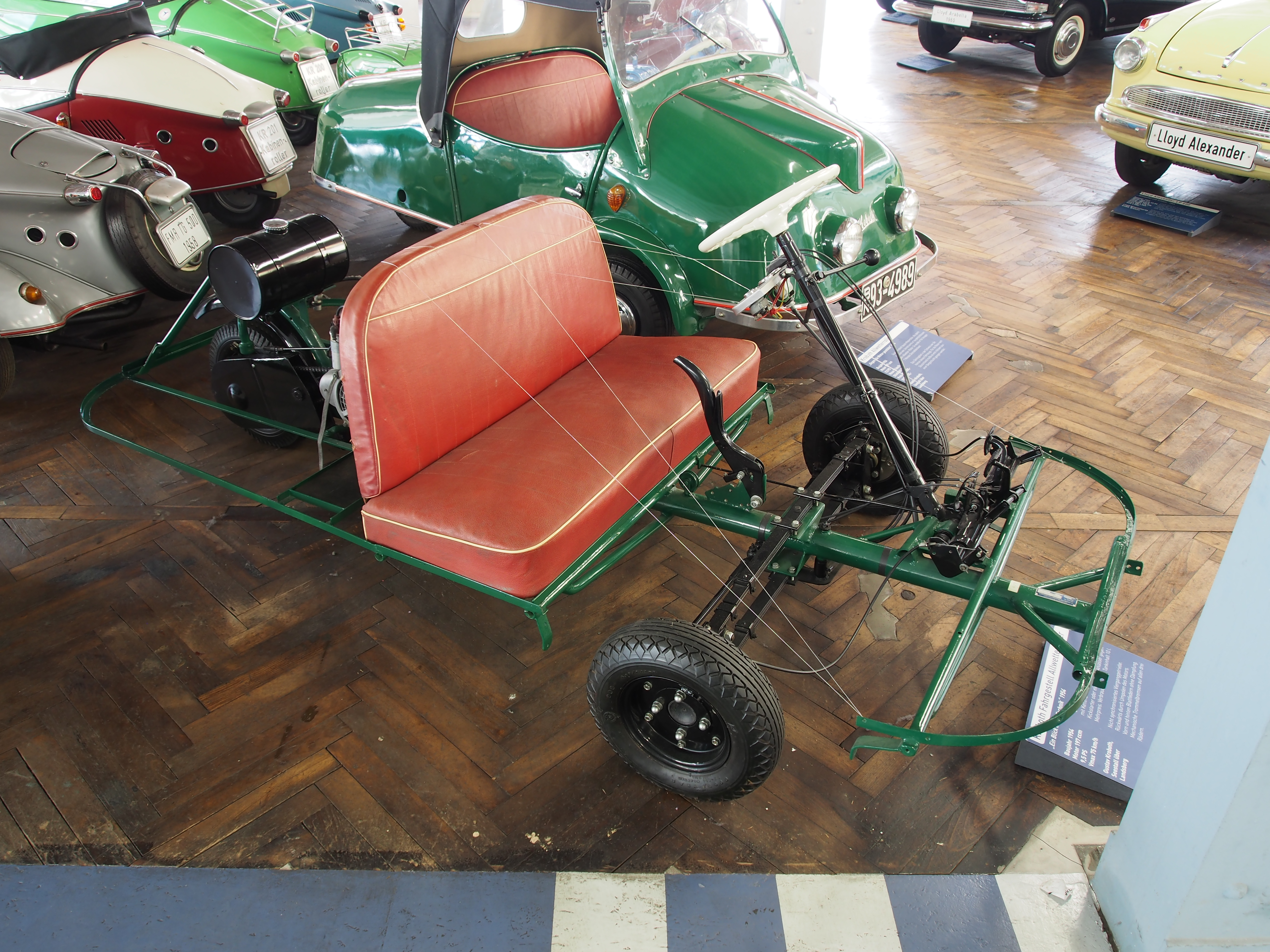
podvozek Kroboth Allwetterroller
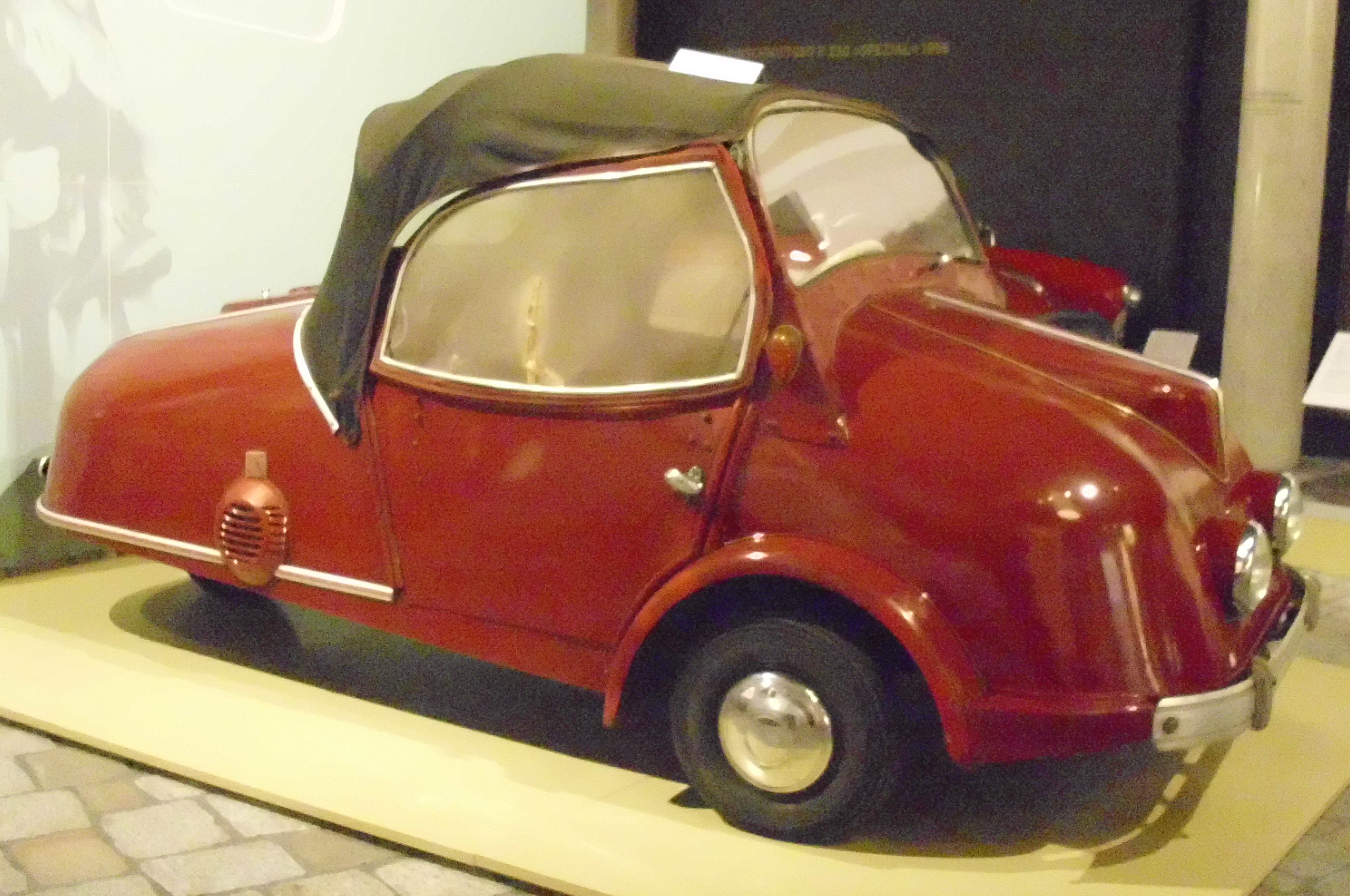
Kroboth Allwetterroller